# Свято-Георгиевская церковь (Кишинёв)
Свя́то-Гео́ргиевская церковь (рум. Biserica Sfîntul Mare Mucenic Gheorghe) — православная церковь в Кишинёве. Построена в начале XIX века по инициативе болгарских переселенцев.

## История создания
Так как существовавшая на начало века болгарская церковь (Вознесенская) не вмещала всех болгар, переселившихся в Кишинёв из-за Дуная, они 22 января 1814 года подали прошение на разрешение постройки новой церкви. После его одобрения митрополитом Гавриилом (Бэнулеску-Бодони) и утверждения проекта губернатором Гартингом начались строительные работы. 15 сентября 1815 года митрополит Гавриил постановил, что Вознесенская церковь будет считаться кафедральной, а церковь Святого Георгия отныне будет строиться для местного населения. Церковь была освящена в 1819 году.
В 1959 году храм был закрыт, в помещении располагались автомастерские. В 1990 году возвращён Церкви.

## Архитектура
В облике церкви сочетаются элементы, характерные для архитектуры классицизма и молдавского народного зодчества. Высокий двухъярусный объём имеет 2 вертикали: квадратную колокольню со шпилем над входом и восьмигранный барабан с гранёным сферическим куполом. Вытянутый неф разделён на 2 части. Одна из них покрыта бочарным сводом, вторая с высоким световым барабаном и куполом, замыкается апсидой алтаря. Церковь характеризуется простотой и монументальностью форм. Поверхность стен моделирована лопатками и креповками. Имеются карнизы сложного профиля с зубчиками. Здание церкви — памятник истории и архитектуры.

## Современное состояние
Церковь является единственной в столице Молдавии, где службы проводятся на церковнославянском языке, а проповеди читаются по-русски.